# Iredalea inclinata
Iredalea inclinata là một loài ốc biển, là động vật thân mềm chân bụng sống ở biển trong họ Drilliidae.

## Hình ảnh

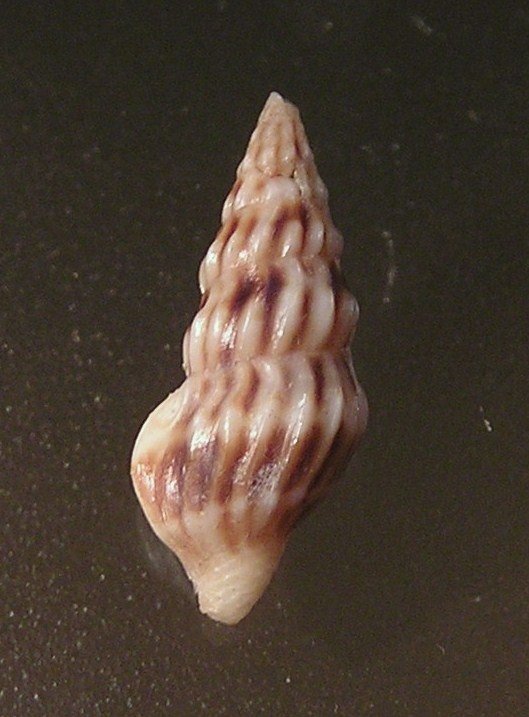